# Salamon (famiglia)

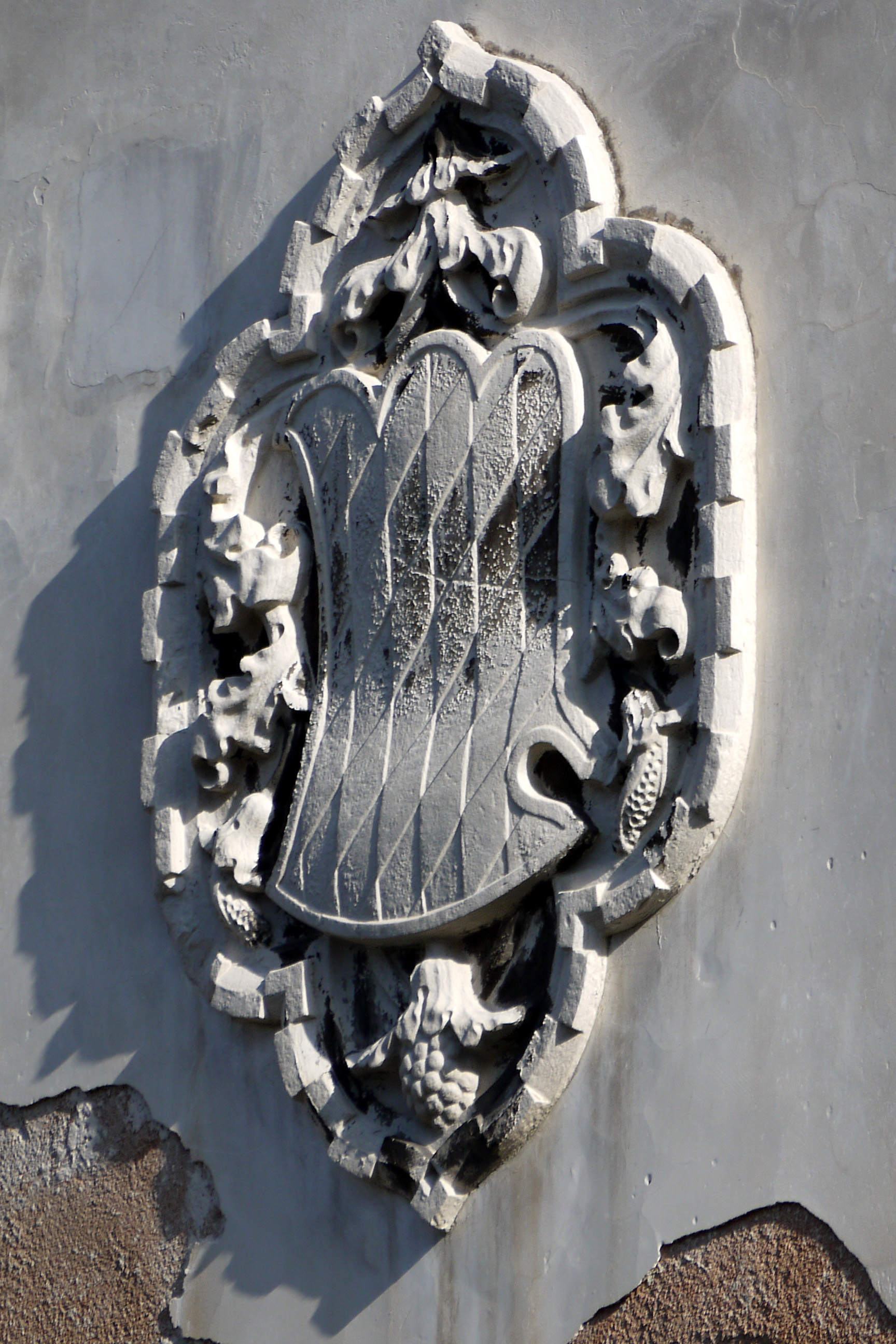
Stemma gentilizio della famiglia Salamon

I Salamon (talvolta anche Salomon o Salomoni) furono una famiglia patrizia veneziana compresa tra quelle più antiche, le cosiddette Case Vecchie.

## Storia
Le origini dei Salamon sono incerte, così come l'etimologia del nome, che sembrerebbe derivare dalla radice semitica ש-ל-מ ("pace"), da cui l'ebraico Shalom e l'arabo Salām.
Le diverse tradizioni li fanno discendere dai Barbolano, detti altrimenti Centranici: provenienti da Salerno, o forse da Cesena, sarebbero giunti a Venezia nel 715 dopo un periodo passato a Torcello. All'alba della storia di Venezia, sarebbero stati, secondo talune fonti, tra le famiglie elettrici del primo doge, benché essi non figurino tra le cosiddette famiglie apostoliche.
I Salamon risultarono ammessi al patriziato sin dalla Serrata del Maggior Consiglio del 1297. A partire dal XV secolo appaiono come una delle 24 Case Vecchie di Venezia (in sostituzione degli Ziani, estinti nel XIV secolo): a loro spettava perciò l'appellativo di "Longhi".
Il primo ad assumere il cognome Salamon sarebbe stato il doge Pietro Centranico, eletto nel 1026 e deposto pochi anni dopo. È però attestato per la prima volta con un certo Vitale, che nel 1152 sottoscrisse alla costruzione del campanile di San Marco. Coinvolti nei commerci, un ramo si stabilì a Candia. Numerosi membri della famiglia, in particolare nel XVI secolo, rivestirono per conto della Serenissima la carica di podestà in alcune città sotto il dominio veneziano, fra le quali Treviso, Vicenza, Bergamo, Crema, Pola, Parenzo e Capodistria.
La famiglia costruì il convento e la chiesa di Santa Marta e ne ebbe il giuspatronato: il più vecchio della casata aveva il diritto di dare l'investitura alla badessa appena eletta, la quale, il 28 luglio di ogni anno, vigilia della festività di santa Marta, donava ai Salamon una rosa quale simbolico tributo. Due calli nella città di Venezia - una nel sestiere di Cannaregio, in prossimità del quattrocentesco Palazzo Salamon, e un'altra nel sestiere di Castello - portano il nome di questa casata. In uno stabile di proprietà dei Salamon inoltre, situato in Campo de la Bragora, nacque nel 1678 il compositore veneziano Antonio Vivaldi.
La linea principale della famiglia si estinse nel 1788, ma ne sopravvissero i rami cadetti.
Le varianti "Salomon" e "Salomoni", riscontrabili talvolta nei documenti, sono con ogni probabilità adattamenti o normalizzazioni della forma originaria "Salamon", come accade spesso con i nomi delle famiglie venete (si vedano, ad esempio, il cognome Corner italianizzato in Cornaro, Dolfin pluralizzato in Delfini, Morosini latinizzato in Mauroceni), anche per somiglianza con il nome del re biblico Salomone.

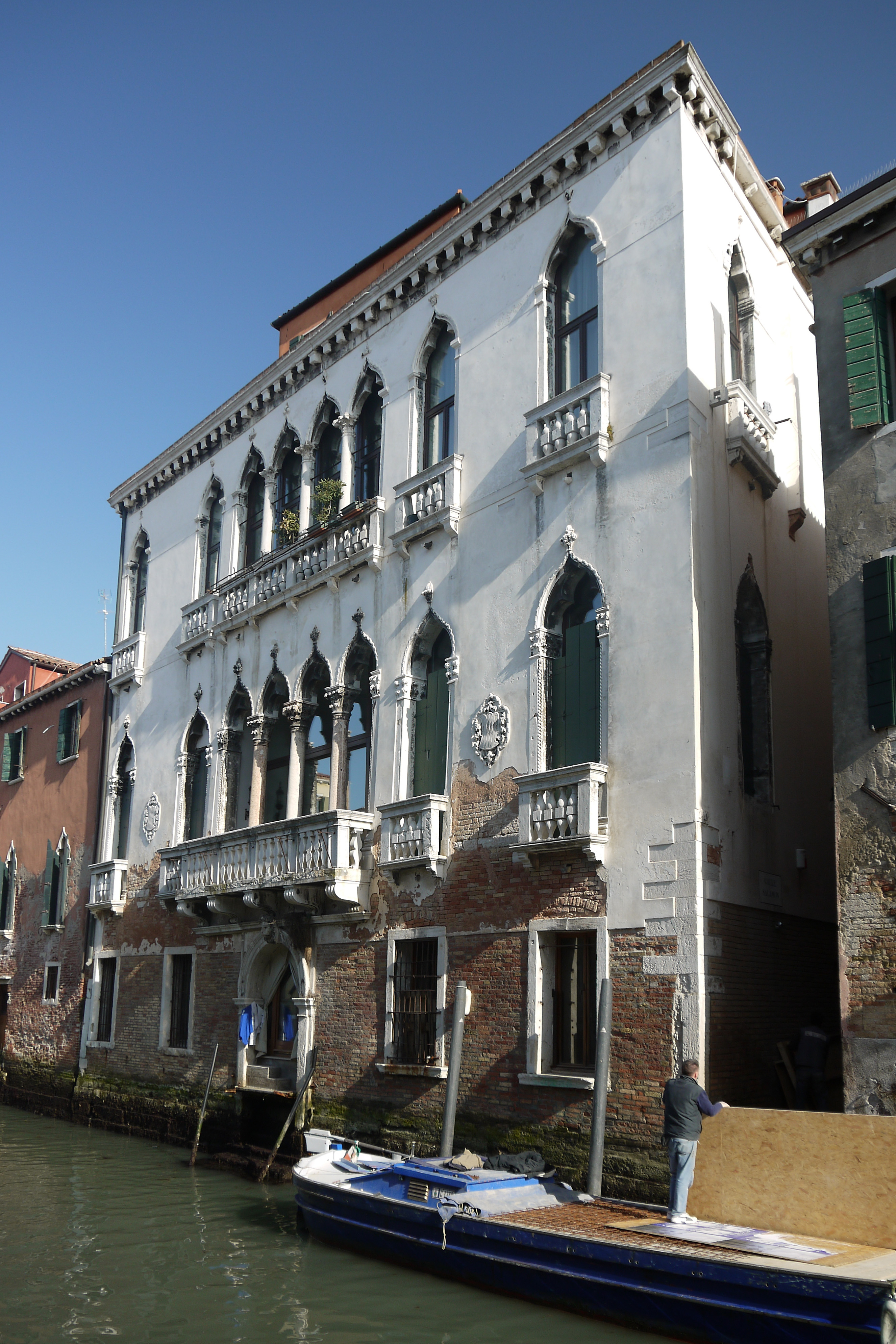
Palazzo Salamon, Cannaregio, Venezia

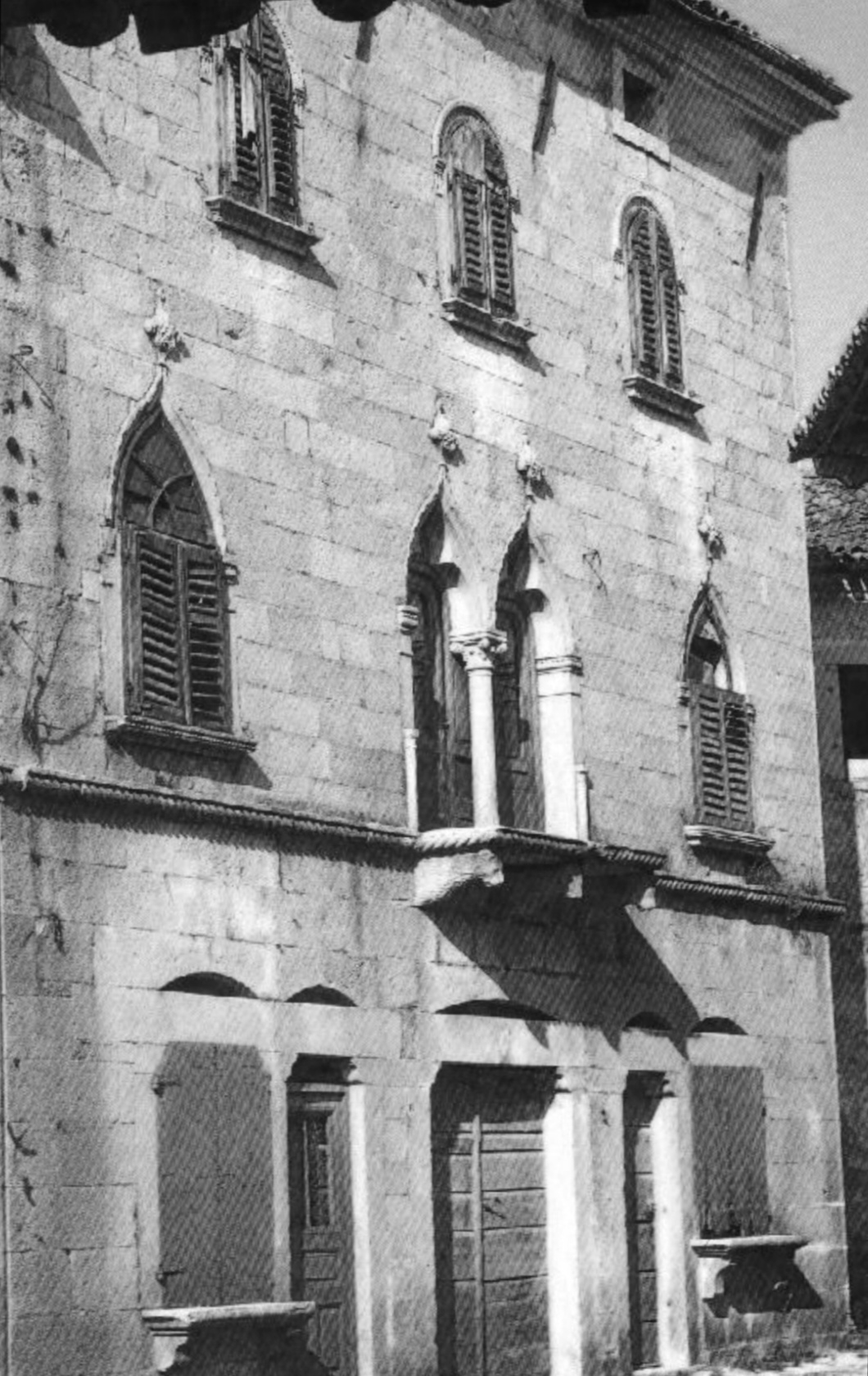
Palazzo Salamon, Gallignana, Istria

## Membri illustri
- Pietro Centranico Barbolano, 28º doge della Repubblica di Venezia, in carica dal 1026 al 1032.
- Vitale Salamon (XII sec.), sottoscrittore della costruzione del campanile di San Marco nel 1152.
- Giacomo Salomoni (1231-1314), ecclesiastico veneziano, frate domenicano e beato.
- Michele Salamon (XV-XVI sec.), podestà di Treviso nel 1501.
- Filippo Salomone (XV-XVI sec.), podestà di Treviglio nel 1505.
- Vincenzo Salamon (XV-XVI sec.), conte di Pola nel 1507.
- Alvise Salamon (XVI sec.), provveditore di Cefalonia nel 1501 e conte di Pola nel 1519.
- Nicola Salomon (XVI sec.), podestà di Bergamo nel 1527.
- Pietro Salamon (XVI sec.), conte di Pola nel 1528.
- Lorenzo Salamon (XVI sec.), podestà di Crema nel 1539.
- Giovanni Francesco Salamon (XVI sec.), podestà di Treviso nel 1548.
- Filippo Salamon (XVI sec.), podestà di Muggia nel 1557.
- Giacomo Salamon (XVI sec.), podestà di Belluno nel 1559 e podestà di Bergamo nel 1563.
- Nicolò Salamon (XVI sec.), podestà di Crema nel 1573 e provveditore in Istria nel 1585.[11]
- Marino Salomon (XVI sec.), podestà di Padova e Monselice nel 1581.
- Alvise Salomon (XVI sec.), podestà di Vicenza nel 1585.
- Luigi Salamon (XVI sec.), capitano a Bergamo e podestà di Crema nel 1591.
- Zaccaria Salamon (XVI sec.), rettore e provveditore di Cattaro, nell'Albania Veneta.
- Filippo Salamon (XVII sec.), conte di Pola nel 1636 e podestà di Parenzo nel 1648.
- Giovanni Salamon (1592-1649), senatore della Serenissima, sulla cui tomba nella Chiesa di San Martino campeggia lo stemma di famiglia.
- Zaccaria Salamon (XVII sec.), podestà di Bergamo nel 1682.
- Marco Michiel Salamon (XVII sec.), podestà e capitano di Capodistria nel 1697.
- Michiel Angelo Salamon (XVII sec.), medico croato-veneziano, consigliere della Serenissima durante l'assedio di Candia.
- Francesco Salamon (XVII sec.), tenente colonnello dell'esercito veneziano, caduto nella Guerra di Morea.
- Caterina Dolfin (1736-1793), poetessa veneziana, figlia di Donata Salamon.
- Pier Luigi Bembo Salamon (1823-1882), politico italiano, senatore del Regno d'Italia e podestà di Venezia.

## Luoghi e architetture
Palazzi
- Palazzo Salamon (XV sec.), a Cannaregio.
- Palazzo Salamon (XVI sec.), a Gallignana.
- Palazzo Salamon (XIX sec.), a Cavalier di Gorgo al Monticano.

Ville
- Villa Salomon-Bembo-Perocco-Salviato (XVI sec.), a Mirano.
- Villa Salomon-Pisani (XVI sec.), a Fonte.

Altro
- Casa Scarpis-Salamon (XVII sec.), ad Anzano di Cappella Maggiore.
- Casa Gava-Salamon (XVII sec.), a Godega di Sant'Urbano.
- Chiesa di Santa Marta (XIV sec.), a Dorsoduro.
- Oratorio del beato Jacopo Salamon (XVIII sec.), a Ponzano Veneto.